# Distretto di Chigubo
Il distretto di Chigubo è un distretto del Mozambico, facente parte della Provincia di Gaza.

## Suddivisioni amministrative
Il distretto è suddiviso in due sottodistretti amministrativi (posti amministrativi):
- Chigubo
- Dindiza